# أبل إيه 6
أبل إيه 6 (بالإنجليزية: Apple A6)‏ هو معالج تزوده شركة أبل لهاتفها آيفون 5، يعتبر أول معالج الذي يستخدم أنوية مخصصة عوضاً عن تصاميم إيه آرم إم الخام، تصل سرعة معالجته للتطبيقات والاعدادات إلى 1.3 جيجا هيرتز، وهو يعمل بتقنية 32 بايت، والذي يختلف عن المعالجات السابقة التي كانت تستخدم تقنية 45 نانومتر.
قامت شركة أبل بتقديم المعالج في 12 سبتمبر 2012 عند إطلاقها لهاتف آيفون 5، حيث صرحت أن سرعة المعالجات تصل إلى ضعف السرعة وضعف قوة الرسومات مقارنة بالإصدار السابق أبل أيه 5.